# Allods Online
Allods Online é um MMORPG free-to-play desenvolvido e publicado pela empresa russa Astrum Nival, baseado na série Rage of Mages, foi distribuído na Rússia, Estados Unidos, Europa, e mais recentemente no Brasil.
Sua narrativa épica se passa no universo virtual Astral: o planeta Sarnaut passou por um cataclisma que o destruiu, resultando em pedaços de terra flutuando no Astral, denominados Allods. Seus habitantes são demônios astrais e membros de duas facções: Império e Liga, a qual é escolhida pelo jogador ao início do jogo.
A fase de testes do open beta foi lançada para o público em 16 de fevereiro de 2010 nos Estados Unidos e Europa, e em 16 de dezembro de 2010 no Brasil.
Em 26 de Janeiro de 2015 a Level Up! Games encerrou os servidores de Allods no Brasil. Os jogadores que desejarem podem ser migrados para os servidores internacionais da My.com.

## História

### Era Antiga
Sarnaut foi um planeta tranquilo que desenvolveu vida, e onde a vida organizada na forma de diversas civilizações existiu por eras. Possuía uma próspera economia agrícola e mercantil, aproveitando-se dos enormes e férteis continentes existentes. O maior destes continentes foi Yul, onde as três raças de maior poder coexistiam: os elfos no Reino Airin, no nordeste, com um forte sistema político; os Zem no deserto do sul, constituída por andarilhos e totalmente destruída por uma praga durante a Maldição de June; e os Orcs em tribos ao leste.
Os Junes criaram o primeiro reino humano e viveram por séculos ao lado dos elfos, até serem quase exterminados por uma praga.
Logo após a queda do Reino Junes, o Conclave dos Magos foi criado. Foi composto inicialmente por 40 membros, dos quais sete eram líderes e membros do Conselho. Somente os mais experientes se tornavam membros do Conselho, mas qualquer um que passasse no teste poderia fazer parte do Conclave. Os membros tinham proteção contra outros magos e acesso aos conhecimentos secretos do Conclave. Skrakan era o mentor do Conselho no terceiro milênio da Era Antiga, e seus melhores pupilos eram Tensess e Nezeb. Após algum tempo, a tribo de Aro tomou os resquícios destruídos do reino June, mas foram atacados pelos Orcs, que os classificaram como fracos. Entretanto, Aro venceu a guerra sob a liderança do Grande Mago Tensess, e assim foi fundada a nação de Kania. Logo em seguida o Grande Mago Nezeb, herói da guerra contra os Orcs, desafiou Tensess, mas perdeu e foi exilado ao deserto onde os Zems habitaram no passado. Foi acolhido pelo povo nômade Ugra e tornou-se líder dele. Com o povo treinado, iniciou a segunda guerra contra Kania e venceu, renomeando-a para Xadagania. Assim, outra nação humana surgiu, e os poderes de Kania e Xadagania ficaram fragilmente estáveis por ação de Skrakan, que restabeleceu o poder do Conclave cinco séculos após o conflito, forçando Tensess e Nezeb a obedecê-lo. Este frágil equilíbrio persistiu até pouco depois do Grande Cataclismo.
No ano 4015 ocorreu o Grande Cataclismo, que destruiu Sarnaut, transformando-o em inúmeras ilhas flutuando no Astral, os Allods. O Astral é ao mesmo tempo a substância que preenche o espaço e o próprio espaço onde estão as substâncias, tem dimensões enormes, e continuamente muda de forma, num ciclo. Os Allods foram sendo absorvidos pelo Astral, levando seus habitantes sobreviventes ao desespero e ao caos. Incontáveis mortes ocorreram até que os Grande Magos descobrissem como criar escudos protetores em torno dos Allods. A civilização iniciou sua reconstrução. Então o Astral passou a separar os Allods criados a partir da explosão, e somente os Grande Magos, que conheciam os segredos do teletransporte, é que conseguiam permitir o tráfego entre os Allods. Isto lhes garantiu enorme poder.

### Nova Era
Após o Grande Cataclismo houve uma cisma que separou o Conselho do Conselho dos Magos em dois: uma parte a favor de Tensess e uma parte a favor de Nezeb, com apenas Skrakan sem tomar partido. No ano 356 da Nova Era, o Conclave rompeu-se completamente, permitindo comunicação entre os dois lados apenas quando Skrakan servisse de intermediário. Conforme o conflito aumentava, nações menores viam-se obrigadas a alinhar-se com um dos dois Grandes Magos. Assim, no século VIII da Nova Era, duas facções opostas foram formalmente reconhecidas: A Liga e O Império, controladas respectivamente por Skrakan e Nezeb.
Depois de algum tempo, foi descoberta a viagem astral sem restrições, que permitiu o reerguimento dos que habitavam Sarnaut. A era de conquistas e descobertas iniciou-se, gerando também intermináveis disputas pelos territórios descobertos. O cotidiano dos habitantes dos Allods passou então a incluir viagens de comércio e de conquista, conflito e descoberta de novos Allods.
Swen, um Gibberling pescador que tinha como passatempo ficar na taberna até altas horas, um dia, improvisando o equipamento de pesca, usou, entre outras coisas, uma pedra da beira do rio. Quando acordou, encontrou seu barco flutuando no Astral, mas protegido pelos raios que emanavam da pedra. Retornando à sua cidade, os habitantes todos fizeram o mesmo, abandonando a vila, e assim iniciou-se a Era da Navegação Astral.
Este novo meio de transporte levou à Guerra Astral, iniciada pela Liga como vingança contra O Império, devido a muitos Allods disputados, e a possibilidade de atacar o inimigo sem depender dos Grandes Magos foi perfeita. Um meteoro de ferro enterrado no Astral era a chave para a proteção Astral, e desencadeou esta investida. Como os Allods imperiais de Kirah possuíam abundância deste mineral, logo se tornaram o principal alvo. Em 909, Kirah foi ocupada por mineiros e tropas da Liga. Em resposta a esse ataque, O Império enviou exércitos de Orcs, Xadaganos e Arisen para recuperar o allod. Em 910, portais repentinamente apareceram por Kirah, liberando demônios (parecidos com Cthulhu) que atacaram as duas facções, gerando a perda de muitos Grandes Magos e de praticamente todas as tropas. A morte destes magos resultou na fragmentação de seus allods. A Liga e O Império fizeram uma aliança incômoda de 15 anos contra os demônios, mas nunca houve uma tão grande quanto aquela primeira. Skrakan então viajou para Kvatoh, capital da Liga, e permaneceu na Torre de Tensess.
Em 957, após cinco décadas de paz, O Império iniciou uma guerra contra A Liga, com tanta força que fez esta recuar e abandonar territórios. O dano não foi maior graças aos portais criados pelos Grandes Magos, que permitiam a circulação de tropas entre Allods sem a necessidade de chegar nas bordas, que estavam tomadas pelo Bloqueio Imperial. Quando um navio Imperial foi derrotado e capturado pela Liga, foi estudado exaustivamente pelos Magos Élficos, permitindo que os navios da Liga também tivessem as avançadas tecnologias Imperiais. Em 962, após cinco anos de contínuo bloqueio, o monopólio sobre o espaço Astral foi aniquilado pela Liga, ao romper as linhas Imperiais. Simultaneamente, as invasões demoníacas tornaram-se mais intensas e ocorreram mais frequentemente, espalhando uma nova crença entre os Allods pelos Orcs, Arisen e Humanos, aonde acreditava-se que ao ajudar os demônios seriam poupados por eles.
Em 965, o livro "A Revelação de Tka-rik" chegou a Skrakan, e neste era revelada a origem da natureza e dos demônios. Dava-se como origem dos demônios, seres com o único objetivo de destruir as experiências da civilização June e Tka-rik, que estavam em busca de novas fontes de magias. Tka-rik contava também como acabar com os demônios: bastaria fechar os portões que os trazem do outro mundo, e os métodos estavam detalhados. Com essa informação divulgada por Skrakan, a guerra entre as facções se interrompeu. No ano seguinte, Skrakan e Nezeb assinaram um acordo de paz, e um grupo de reconhecimento foi enviado para o local onde deveria haver o Portão de June, formando a Campanha Astral. Lá, porém, encontraram vários destes portais, ao invés de somente um, e todos controlados por demônios. Todos estes foram derrotados e o controle do Allod e dos portões foi retomado pela aliança. Com os portões selados pelos Grandes Magos, porém, uma intensa Tempestade Astral iniciou-se, matando os líderes das duas facções e praticamente todas as tropas do local. A liderança da Liga passou para o Conclave dos Magos, composto então por cinco membros. Aidenus, o Grande Mago de Kvatoh, passou a liderar ambos então. No Império, houve uma disputa entre Gurluxor e Yasker, com a vitória deste último ao aliar-se com os Orcs e Arisen ao prometer-lhes cidadania. Gurluxor exilou-se.
Em 1008, foi oficialmente declarada uma nova guerra, ao descobrir-se um Allod entre Kvatoh e Igsh: a Terra Santa.

## Jogabilidade
Allods Online possui muitos elementos tradicionais de um MMORPG como quests, NPCs, e dungeons. Mas um de seus diferenciais que o torna único é a possibilidade dos jogadores em construir navios e navegar pela vasta expansão espacial mágica chamada "o Astral". Ao chegar ao nível 60 o jogador passa a poder construir um navio, navegar com ele pelo Astral e lutar contra membros da facção oposta por terra e prêmios. No Astral, jogadores podem duelar em um combate navio-vs-navio, como também descobrir novos locais que não podem ser encontrados de nenhuma outra maneira. Outra forma dos jogadores testarem suas habilidades é através de PvP em mapas como Holy Lands.
Holy Lands tende a ser muito frequentada pelos jogadores por ser um dos locais primários da guerra entre as duas facções - o Império e a Liga. O PvP aberto, que utiliza um sistema de flags (bandeiras) encontrado em muitos MMORPGs tradicionais, também está presente nesta área do jogo, e fornece bônus especiais aos jogadores que estiverem em quests ou caçadas enquanto suas War Flags estiverem ativadas.
O jogo também conta com profissões, que são divididas em crafting e gathering (criação e coleta, respectivamente), onde o jogador pode decidir se deseja criar itens, poções e elixirs, ou coletar matérias-prima por todo o mundo de Sarnaut, como ervas, minérios, pedras, etc. As profissões de coleta essencialmente completam as de construção, elas são totalmente relacionadas, por exemplo, se o jogador escolher Herbalismo, as ervas coletadas serão utilizadas por outro jogador que tenha escolhido Alquimia. Cada jogador pode ter até 2 profissões, mas para que isso ocorra são necessários um item especial vendido na loja de itens.
Assim como outros MMORPGs, Allods Online usa o conceito de distribuição de pontos para montar o personagem, além do sistema de árvore de talentos (skill tree), e os itens que vestem o personagem, a distribuição de pontos é popularmente conhecida como build. O quadro de talentos e a árvore de talentos são fortemente relacionadas, e o sucesso da jogabilidade depende muito de como essa relação é estabelecida, uma classe geralmente pode se tornar muito versátil para uma tarefa sem precisar "sacrificar" pontos em áreas que não satisfazem a jogabilidade escolhida.

### Facções, raças, classes
O jogo se divide inicialmente em duas grandes facções que duelam em navios pela expansão espacial: A Liga e o Império. Ambos reúnem 3 raças cadas, e cada raça possui classes diversificadas, no total são 28 classes com jogabilidades distintas.
A Liga é composta pelos Kanianos, Elfos e Gibberlings, onde os Kanianos são os representantes principais desta facção, e o Império é composto pelos Xadaganos, Arisen e Orcs, onde os Xadaganos são os representantes principais.
Como se pode notar, não existe uma tendência unificada nas duas facções, mas a junção de três povos em ambas as facções, estas junções se deram por interesses em comum da Liga e Império.
São esses os 8 arquétipos:
- Guerreiro
- Paladino
- Batedor
- Espiritualista
- Guardião
- Mago
- Invocador
- Psiônico

| Facção         |
| Raça/Arquetipo |
| Guerreiro      |
| Paladino       |
| Batedor        |
| Espiritualista |
| Guardião       |
| Mago           |
| Invocador      |
| Psiônico       |
| -------------- |

| A Liga     | A Liga     | A Liga      |
| Kanianos   | Elfos      | Gibberlings |
| ---------- | ---------- | ----------- |
| Defensor   |            | Lutador     |
| Cruzado    | Templários |             |
| Caçador    |            | Trapaceiro  |
| Clérigo    | Sacerdote  |             |
| Druida     |            | Animista    |
| Feiticeiro | Arquimago  |             |
|            | Demonólogo |             |
|            | Oráculo    | Vidente     |

| O Império    | O Império  | O Império |
| Xadaganos    | Orcs       | Arisen    |
| ------------ | ---------- | --------- |
| Repressor    | Bárbaro    |           |
| Vingador     | Devastador |           |
| Predador     | Saqueador  |           |
| Inquisidor   |            | Herege    |
|              | Xamã       |           |
| Especialista |            | Arcano    |
| Corruptor    |            | Sábio     |
| Mentalista   |            | Ocultista |

Além disso, para cada classe, existe a opção masculina ou feminina, e uma gama de customizações estéticas.

## Recepção crítica
O jogo tem sido notado por seus gráficos de alta qualidade, bom desempenho, quests cativantes, e o sistema de combate.
Allods Online europeu e norte-americano foram altamente criticados em fevereiro de 2010 por seus preços iniciais do Item Shop, o sistema pelo qual o jogo conduz microtransações. A maioria dos preços estavam excepcionalmente elevados em comparação a outros jogos, o que provocou uma grande quantidade de protestos de sua comunidade. Entretanto, os preços foram baixados significantemente duas semanas depois.

## Brasil
O jogo é distribuído no Brasil pela empresa Level Up! Games. A versão closed beta durou até 15 de dezembro de 2010, e o lançamento da open beta ocorreu em 17 de dezembro de 2010.
A dublagem dos orcs é feita por João Gordo, a dos gibberlings por Leandro Hassum e das elfas por Pietra Príncipe.